# Lovely & Amazing
Lovely & Amazing (Portugal: Encontro de Irmãs) é uma comédia dramática estadunidense de 2001 dirigida por Nicole Holofcener.
O filme faz parte da lista dos 1000 melhores filmes de todos os tempos do The New York Times.